# Vintrosa kyrka
Vintrosa kyrka är en kyrkobyggnad som hör till Tysslinge församling i Örebro kommun och Strängnäs stift. Kyrkan ligger på Närkeslätten, ett stycke från Svartån och cirka 500 meter väster om 15 meridianlinjen som löper genom församlingen.

## Kyrkobyggnaden
Den murade kyrkan består av rektangulärt långhus med tresidigt avslutat korparti. I norr finns sakristian samt i väster ett kyrktorn. Ingångar finns i väster och mitt på långhusets sydsida. Långhuset har ett sadeltak täckt med mönsterlagt skiffer, medan sakristian har ett tak av kopparplåt. Tornets tak har en lanternin av trä och är täckt med plåt. På lanterninens topp finns ett förgyllt kors.

### Ursprungliga kyrkan
En medeltidskyrka, sannolikt uppförd under 1100-talet eller tidigt på 1200-talet, med västtorn, raserades i etapper under 1700-talet och 1800-talet. Partier av medeltidskyrkan finns möjligen bevarade i det befintliga långhusets sydmur, ovisst dock i vilken omfattning. Sakristia av okänd datering omtalas på 1600-talet.

### Nuvarande kyrka
Vid radikal ombyggnad på 1720- och 1730-talen breddades medeltidskyrkan i norr och förlängdes i öster. Sakristia vidbyggdes. Åren 1824 - 1825 vidgades kyrkan mot väster och det medeltida tornet ersattes med ett nytt. Exteriör och interiör präglas av 1800-talets om- och tillbyggnad; långhuset fick ny takresning, större fönsteröppningar och sydportal bröts upp, västtornet försågs med tidstypiska ljudöppningar. Kyrkorummet täcks av ett tunnvalv av trä. Vid en invändig restaurering 1937 försvann en 1800-talsdekor bestående av schablonmålningar i koret och deviser längs taklisten. Vid restaureringen 1956 framtogs den ursprungliga polykromin på altaruppsats och predikstol från 1700-talet. Det fristående altaret har ett antemensale i mosaik av Bengt Olof Kälde.

### Brand och återuppbyggnad
Den 8 mars 2014 skadades kyrkan av en allvarlig brand, där bland annat hela yttertaket och delar av innertaket förstördes. Kyrktornet klarade sig intakt. Kyrksilvret och en del äldre inventarier kunde dock räddas. Bakgrunden till branden var en brand som startade i en närliggande privatbostad, vilken spred sig till kyrkan via ett gnistregn i blåsten. Totalt arbetade cirka 25 brandmän från tre brandstationer med att släcka elden, vilken resulterade i omfattande skador. Efter några dagar, när försäkringsfrågorna var utredda, beslöt församlingen att återuppbygga kyrkan. Ett nytt tak var färdigt strax före julen 2014. Annandag påsk 28 mars 2016 återinvigdes kyrkan under ledning av biskop Johan Dalman. 

## Inventarier
- Cuppan till en dopfunt i romansk stil från 1200-talet är bevarad.
- Ett triumfkrucifix härstammar från senare hälften av 1400-talet, numera på korväggen.
- Mosaik på korväggen av Gabor Pasztor, konservator, som inspirerats av Bengt Olof Käldes mosaik.
- Nuvarande predikstol tillkom 1755. Vid branden 2014 hälldes vatten runt predikstolen så att den klarade sig.
- Altaruppsats färdigställd 1755, totalförstörd av kyrkbranden.
- Antemensale på det fristående altaret, mosaik av Bengt Olof Kälde.
- I kyrkorummets mittgång hänger ljuskronor. I främre delen hänger två kristallkronor från första hälften av 1800-talet. I bakre delen hänger två äldre ljuskronor av mässing. Ljuskronorna skadades i branden 2014, men kunde repareras.

### Orgel
- 1857 bygger Erik Adolf Setterquist och Per Åkerman, Strängnäs, en orgel till kyrkan. Den invigdes söndagen 1 november 1857.[4]
- 1926 flyttas en orgel hit från Betlehemskyrkan, Karlstad. Den är byggd 1909 av E A Setterquist & Son, Örebro. Fasaden är från 1857 års orgel. Orgeln är mekanisk och har rooseweltlådor.
- 1956 omdisponeras orgeln.
- 1982 renoverade och utbyggdes orgel av Gunnar Carlsson, Borlänge.

| Huvudverk I         | Svällverk II        | Pedal      | Koppel    |
| Borduna 16´         | Rörflöjt 8´         | Subbas 16´ | I/P       |
| Principal 8´        | Principal 4´        |            | II/P      |
| Flûte harmonique 8´ | Flûte octaviante 4' |            | II/I      |
| Oktava 4´           | Waldflöjt 2'        |            | I 4'/I    |
| Oktava 2'           | Larigot 1 1/3       |            | II 16'/II |
| Trumpet 8'          | Sesquialtera II     |            |           |
|                     | Oboe 8'             |            |           |
|                     | Tremulant           |            |           |
|                     | Crescendosvällare   |            |           |

#### Kororgel
- Kororgeln är byggd 1976 av Åkerman & Lund Orgelbyggeri AB, Knivsta. Orgeln är mekanisk.

| Manual       |
| Bordun 8’    |
| Flöjt 4’     |
| Principal 2’ |
| Sedecima 1’  |